# Arberg

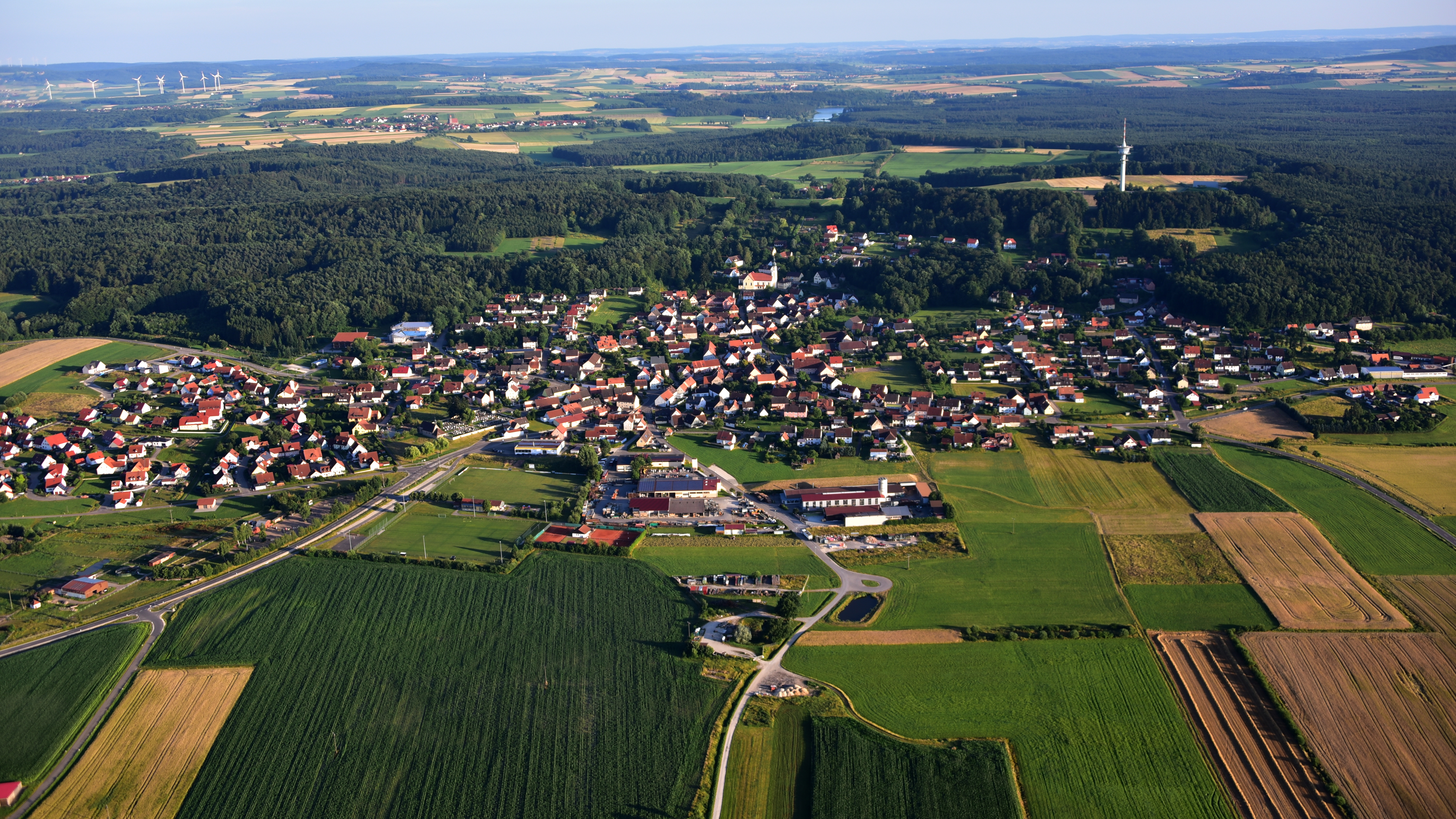
Arberg, Luftaufnahme (2016)

Arberg ist ein Markt im mittelfränkischen Landkreis Ansbach und zählt zur Metropolregion Nürnberg.

## Geographie

### Geographische Lage
Der Markt Arberg liegt in den Ferienregionen Fränkisches Seenland und Hesselberg zwischen dem Dennenloher See und dem Altmühlsee. Von dort fallen die Lias- und Keuperböden zum weiten Altmühltal ab. Direkt südwestlich angrenzend befindet sich die Heide, das flächengrößte Waldgebiet Mittelfrankens.

### Nachbargemeinden
Nachbargemeinden sind (im Norden beginnend im Uhrzeigersinn): Ornbau, Gunzenhausen, Unterschwaningen, Ehingen, Bechhofen. Außerdem grenzt Arberg an das gemeindefreie Gebiet Unterer Wald.

### Gemeindegliederung
Die Gemeinde hat zwölf Gemeindeteile:
| Gemeindeteil           | Siedlungstyp | Einwohner |
| ---------------------- | ------------ | --------- |
| Arberg                 | Hauptort     | 1145      |
| Eybburg                | Weiler       | 0019      |
| Georgenhaag            | Dorf         | 0050      |
| Goldbühl               | Dorf         | 0084      |
| Gothendorf             | Weiler       | 0036      |
| Großlellenfeld         | Pfarrdorf    | 0537      |
| Kemmathen              | Dorf         | 0084      |
| Kleinlellenfeld        | Dorf         | 0163      |
| Mörsach                | Pfarrdorf    | 0199      |
| Ober- und Unterschönau | Weiler       | 0065      |
| Waffenmühle            | Weiler       | 0022      |

(Stand: 2010)
Es gibt auf dem Gemeindegebiet die Gemarkungen Arberg, Großlellenfeld, Kemmathen (Gemarkungsteil 0), Kleinlellenfeld und Mörsach. Die Gemarkung Arberg hat eine Fläche von 14,069 km². Sie ist in 1761 Flurstücke aufgeteilt, die eine durchschnittliche Fläche von 7989,60 m² haben. In ihr liegen neben dem namensgebenden Ort die Gemeindeteile Oberschönau, Unterschönau und Waffenmühle.

## Geschichte

### Bis zur Gemeindegründung

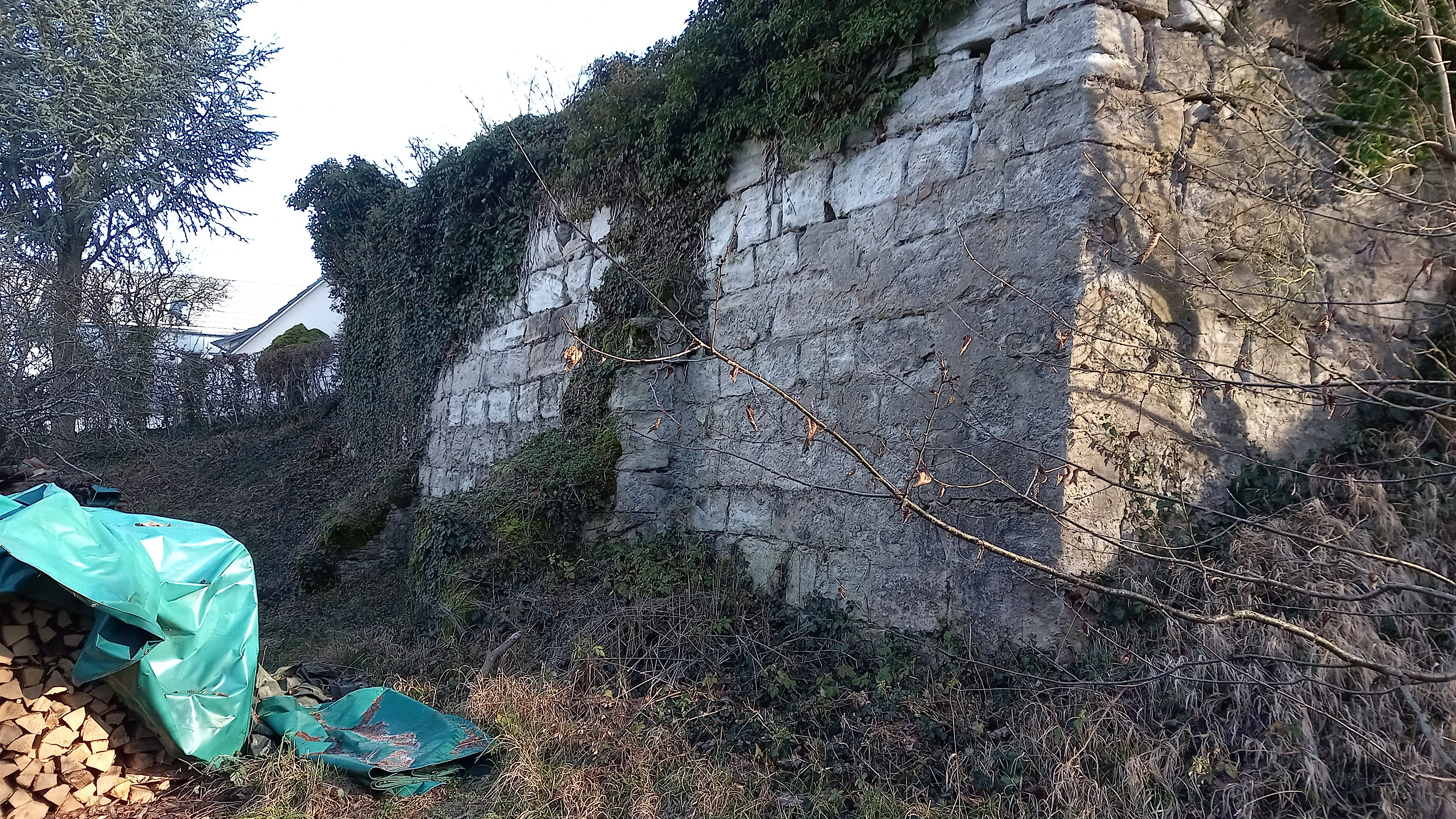
Mauerreste der Burg Arberg

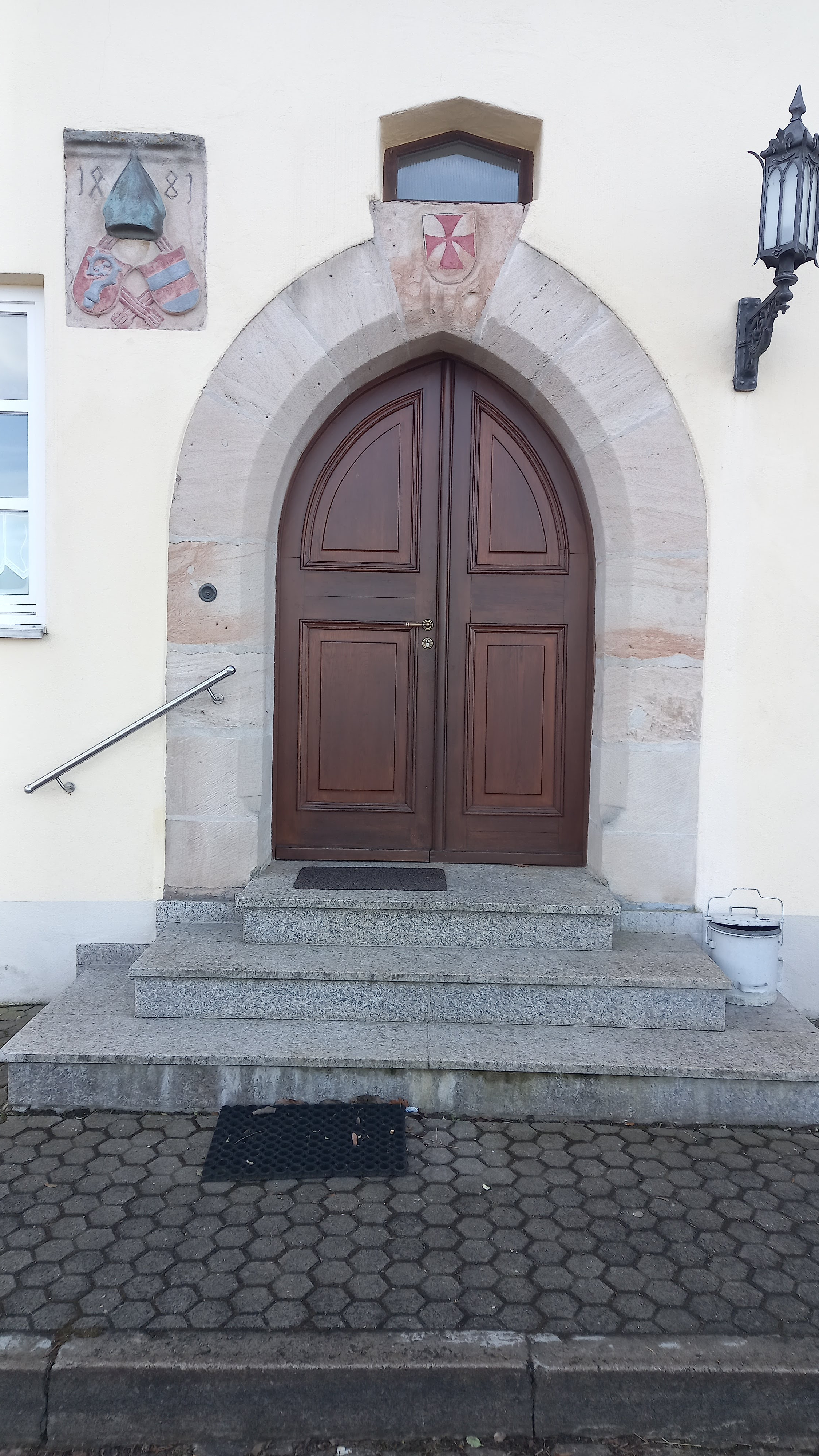
Gotisches Eingangsportal am Pfarrheim, Schloßweg 14

Auf der Gemarkung von Arberg konnten Spuren von keltischen, römischen und germanischen Altsiedlungen nachgewiesen werden. Auf der Gemarkung von Großlellenfeld wurden zwei gut erhaltene Keltenschanzen (Viereckschanzen) festgestellt. 1892/93 untersuchte Wilhelm Kohl als „Streckenkommissar“ im Auftrage der Reichs-Limeskommission die ORL-Strecke 14 des im Volksmund als „Teufelsmauer“ bezeichneten Raetischen Limes von der württembergischen Grenze bis nach Lellenfeld. Er ließ unter anderem die Reste des Wachturms Wp 14/41 freilegen. Dem Streckenkommissar Heinrich Eidam gelang es 1893 im Wald bei Kleinlellenfeld, die verschiedenartige Baumerkmale des Limes in ihrer Bauabfolge nachweisen.
Der Ort wurde 1229 als „Arberch“ erstmals urkundlich erwähnt. Das Bestimmungswort des ursprünglichen Flurnamen ist das mittelhochdeutsche Wort „Ar“ (= Adler) ist. Jacobi leitet den Namen von „ara“ ab, was Fluss oder Wasser bedeutet (=Berg am Wasser) und verweist auf die Einmündung der Wieseth in die Altmühl bei Ornbau. Arberg war zu dieser Zeit Sitz der Eichstätter Erbschenken (siehe auch: Burg Arberg). Zwischen 1319 und 1512 erwarb das Hochstift Eichstätt alle Besitzungen in Arberg und richtete dort 1602 ein Pfleg- und Kastenamt ein. Ab 1500 gehörte Arberg zum Fränkischen Reichskreis. 1454 wurde der Ort erstmals Markt genannt.
Während der Hexenverfolgung im Hochstift Eichstätt wurden mindestens vier Frauen aus Arberg wegen Hexerei verhaftet. Zwei von ihnen wurden wieder freigelassen (Anna Schmelz 1590, Anna Spindlerin vor 1620), während Apollonia Hartliebin 1616 und Anna Gölderin aus Großlellenfeld am 24. September 1627 hingerichtet wurden.
Seit dem Reichsdeputationshauptschluss von 1803 gehört Arberg zu Bayern. Mit dem Gemeindeedikt (frühes 19. Jahrhundert) wurde der Steuerdistrikt Arberg gebildet. Zu diesem gehörten Georgenhaag, Goldbühl, Gothendorf, Kemmathen, Mörsach, Oberschönau, Unterschönau und Waffenmühle. Wenig später wurde mit Ober- und Unterschönau die Ruralgemeinde Arberg formiert. Sie war in Verwaltung und Gerichtsbarkeit dem Landgericht Herrieden zugeordnet und in der Finanzverwaltung dem Rentamt Herrieden zugeordnet (1919 in Finanzamt Herrieden umbenannt). Ab 1862 gehörte die Gemeinde Arberg zum Bezirksamt Feuchtwangen (1939 in Landkreis Feuchtwangen umbenannt) und seit 1929 zum Finanzamt Ansbach, zwischenzeitlich von 1931 bis 1973 zum Finanzamt Gunzenhausen. In der Gerichtsbarkeit blieb das Landgericht Herrieden zuständig (1879 in Amtsgericht Herrieden umbenannt), von 1931 bis 1973 das Amtsgericht Gunzenhausen, seit 1973 ist es das Amtsgericht Ansbach. Die Gemeinde hatte 1964 eine Gebietsfläche von 7,770 km².

### Eingemeindungen
Zum historischen Markt Arberg gehörten Ober- und Unterschönau. Im Zuge der Gebietsreform in Bayern wurden am 1. Januar 1971 folgende Gemeinden mit ihren Teilorten nach Arberg eingemeindet: Mörsach (mit Georgenhaag und Gothendorf), Kemmathen (mit Goldbühl), sowie der Weiler Waffenmühle, der zuvor zur selbstständigen Gemeinde Wiesethbruck (heute Gemeindeteil von Markt Bechhofen an der Heide) gehörte. Lellenfeld (mit Eybburg, Großlellenfeld und Kleinlellenfeld) wurde am 1. Mai 1978 nach Arberg eingemeindet.

### Einwohnerentwicklung
Im Zeitraum 1988 bis 2018 stieg die Einwohnerzahl von 2024 auf 2264 um 240 Einwohner bzw. um 11,9 %.
Gemeinde Arberg
| Jahr      | 1818   | 1840   | 1852   | 1861   | 1867   | 1871   | 1875   | 1880   | 1885   | 1890   | 1895   | 1900   | 1905   | 1910   | 1919   | 1925   | 1933   | 1939   | 1946   | 1950   | 1961   | 1970   | 1987   | 2005   | 2011 | 2015   |
| Einwohner | 600    | 721    | 717    | 724    | 715    | 741    | 714    | 742    | 748    | 773    | 736    | 758    | 778    | 765    | 720    | 764    | 802    | 753    | 1022   | 976    | 965    | 1034   | 2007   | 2273   | 2288 | 2278   |
| Häuser    | 166    | 133    |        |        |        | 149    |        |        | 157    | 158    |        | 154    |        |        |        | 159    |        |        |        | 174    | 207    |        | 569    |        | 732  | 747    |
| Quelle    | [ 12 ] | [ 18 ] | [ 19 ] | [ 20 ] | [ 21 ] | [ 22 ] | [ 23 ] | [ 24 ] | [ 25 ] | [ 26 ] | [ 19 ] | [ 27 ] | [ 19 ] | [ 28 ] | [ 19 ] | [ 29 ] | [ 19 ] | [ 19 ] | [ 19 ] | [ 30 ] | [ 14 ] | [ 31 ] | [ 32 ] | [ 33 ] |      | [ 33 ] |

Ort Arberg
| Jahr      | 001818 | 001840 | 001861 | 001871 | 001885 | 001900 | 001925 | 001950 | 001961 | 001970 | 001987 |
| Einwohner | 538    | 648    | 724    | 670    | 667    | 673    | 684    | 892    | 903    | 963    | 960    |
| Häuser    | 155    | 122    |        |        | 145    | 142    | 145    | 160    | 196    |        | 279    |
| Quelle    | [ 12 ] | [ 18 ] | [ 20 ] | [ 22 ] | [ 25 ] | [ 27 ] | [ 29 ] | [ 30 ] | [ 14 ] | [ 31 ] | [ 32 ] |

## Religion
Der Ort ist Sitz der römisch-katholischen Pfarrei St. Blasius (Arberg). Die Einwohner evangelisch-lutherischer Konfession sind nach St. Maria (Königshofen) gepfarrt.

## Politik

### Marktgemeinderat
Der Marktgemeinderat hat (ohne Bürgermeister) 14 Mitglieder.
- CSU/Freie Wähler – vier Sitze
- Freie Wählergemeinschaft Lellenfeld – vier Sitze
- Bürgerliste Arberg – sechs Sitze

(Stand: Kommunalwahl am 15. März 2020)

### Bürgermeister
Bei den Bürgermeisterwahlen am 2. März 2008 wurde Jürgen Nägelein mit 80,18 Prozent zum Bürgermeister gewählt. Er wurde bei der Kommunalwahl 2014 mit 64,0 % der gültigen Stimmen und auch 2020 im Amt bestätigt.

### Wappen und Flagge
Wappen
| Wappen von Arberg | Blasonierung: „In Rot auf grünem Dreiberg stehend ein linksgewendeter, flugbereiter goldener Adler, dem ein aufrechter silberner Bischofsstab hinterlegt ist.“ |
| Wappen von Arberg | Wappenbegründung: Der Adler und der Dreiberg stehen redend für den Ortsnamen. Der Bischofsstab und die Farben Silber und Rot sind dem Wappen des Hochstifts Eichstätt entnommen, zu dem der Ort ab dem 16. Jahrhundert gehörte. Das älteste überlieferte Siegel aus dem frühen 15. Jahrhundert zeigt nur einen Adler. |

Flagge
Die Gemeindeflagge ist gelb-grün-weiß.

## Kultur und Sehenswürdigkeiten

### Baudenkmäler

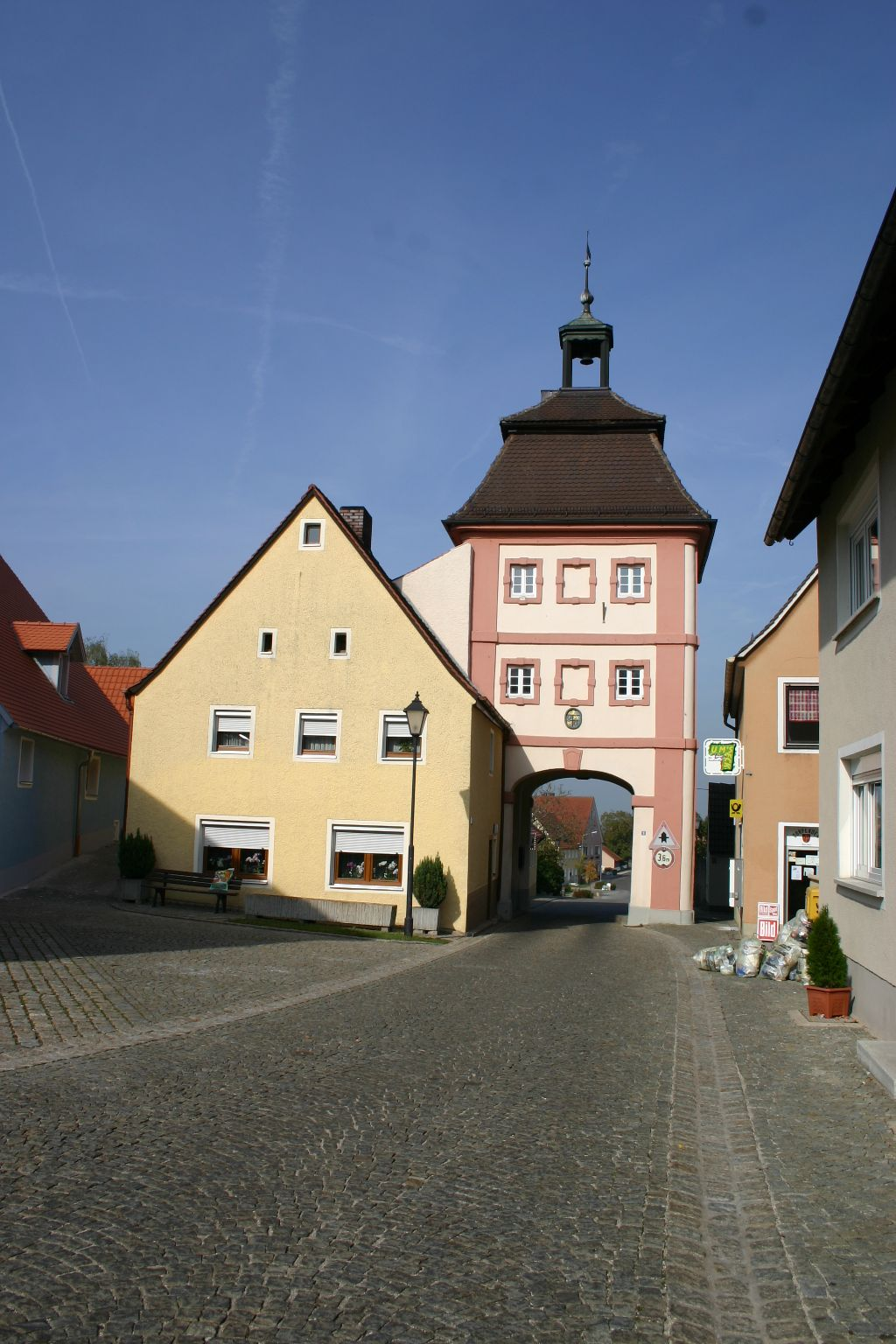
Torhaus in Arberg

- Arberg ist reich an Baudenkmälern. Die Ortsbefestigung wurde um 1300 angelegt und im 14. und 15. Jahrhundert verstärkt. Zu ihr gehört der historische Torturm am Marktplatz mit Wappenstein von 1531. 1735 wurde er von Gabriel de Gabrieli zum zweigeschossigen Torhaus mit Mansarddach umgebaut. Der Baubestand der St.-Blasius-Kirche hat einen Kern aus dem 13. Jahrhundert mit spätgotischen Veränderungen. Der Neubau des Giovanni Battista Camessina von 1709/10 wurde 1936/37 von Friedrich Ferdinand Haindl erweitert. Die dreischiffige Kirche erhielt 1792 eine neue Weißdecke von Maurermeister Lorenz Antdrit (Arberg) und Anton Leitner unter der Leitung von Salles. Sie ist mit wertvollen Fresken, Holzfiguren und Grabdenkmälern ausgestattet. Des Weiteren gibt es die Friedhofskirche Zum Heiligen Kreuz (1586) und mehrere Kapellen.
- In Eybburg befindet sich eine alte Schlossanlage mit Hauskapelle (Privatbesitz).
- In Georgenhaag steht die St.-Georgs-Kirche.
- Die Wallfahrtskirche Mariä Heimsuchung in Großlellenfeld ist eine ehemalige Wehrkirche. Um 1300 wurde eine gotische Vorkirche mit älterer Friedhofsbefestigung erbaut. Zwischen 1446 und 1500 entstand der Neubau der spätgotischen Kirche innerhalb der erweiterten Friedhofsbefestigung. Im Jahr 1610 erhielt der gotische Kirchturm nach Blitzschlag ein Kuppeldach.
- Die katholische Kirche St. Antonius in Mörsach ist eine gotische Kirche mit wertvollem Ottilienaltar.
- In den Gemeindeteilen Goldbühl, Gothendorf, Kemmathen, Oberschönau und Waffenmühle gibt es Ortskapellen.
- Auf einer Länge von drei Kilometern verläuft der Raetische Limes, seit 2005 UNESCO-Welterbe, durch das Gemeindegebiet. Das archäologische Geländedenkmal ist ein gesetzlich geschütztes Bodendenkmal im Sinne des Bayerischen Denkmalschutzgesetzes (BayDSchG). Nachforschungen und gezieltes Sammeln von Funden sind erlaubnispflichtig, Zufallsfunde sind den Denkmalbehörden anzuzeigen.[36]
- Ein 109 Meter hoher Fernmeldeturm der Deutschen Telekom AG aus Stahlbeton bei diesen Koordinaten: 49° 8′ 17,2″ N, 10° 36′ 36,3″ O.

### Theater
Die Kabarettscheune ist eine lokale Kleinkunstbühne in Georgenhaag mit rund 60 Plätzen.

### Museen
In Mörsach befindet sich das Kunstatelier Zimmermann. Es widmet sich der zeitgenössischen Kunst.

### Parks
- In Gothendorf gibt es ein Rotwildgehege.

## Wirtschaft und Infrastruktur

### Verkehr
Die Staatsstraße 2222 führt nach Röttenbach zur Staatsstraße 2221 (3,3 km westlich) bzw. über Streudorf und Wald zur Bundesstraße 466 (8 km südöstlich). Die Staatsstraße 2411 führt nach Ornbau (4,3 km nordöstlich). Die Kreisstraße AN 57 führt nach Wiesethbruck (1,7 km nördlich). Die Kreisstraße AN 60 führt nach Kemmathen (1,1 km südlich). Gemeindeverbindungsstraßen führen nach Oberschönau (1,2 km östlich) und nach Waffenmühle (1,1 km nördlich).
Durch Arberg verläuft die Querverbindung Feuchtwangen – Pappenheim des Main-Donau-Wegs und der Theodor-Bauer-Fernwanderweg.

### Öffentliche Einrichtungen
Die Erholungsanlage Arberg-Mörsach ist eine Freizeiteinrichtung am Zuleiter zum Altmühlsee.

### Bildung
In Arberg befindet sich eine Grund- und Hauptschule sowie ein Kindergarten, in Großlellenfeld ein Kindergarten.

## Söhne und Töchter der Gemeinde
- Gabriel von Eyb (1455–1535), Fürstbischof von Eichstätt 1496–1535; seit 1995 erinnert eine Bronzestatue der Marktgemeinde an ihn.
- Franz Ludwig Schenk von Castell (1671–1736), war der 64. Bischof des Bistums Eichstätt und Fürstbischof des Hochstifts Eichstätt
- Volpert Motzel (1604–1662), Salzburger Hofkanzler
- Kreszentia Hummel (1907–2002)